# Concilio di Mantova (1459)
Il Concilio di Mantova del 1459, o dieta o congresso di Mantova, venne convocato da papa Pio II, eletto l'anno prima, per organizzare una spedizione contro gli Ottomani che avevano preso Costantinopoli nel 1453. Il suo appello era rivolto ai sovrani d'Europa, perché smettessero di combattersi fra loro ma si unissero contro il comune nemico della Cristianità. Le guerre nell'Italia del nord si erano appena concluse con la Pace di Lodi, ma in Inghilterra si combatteva la Guerra delle due rose e la guerra dei tredici anni schierava le città prussiane e la nobiltà locale contro i Cavalieri Teutonici, il cui supporto sarebbe stato fondamentale.

## Descrizione
Pio II entrò a Mantova il 27 maggio con un lungo corteo fino al luogo dell'assemblea che assomigliò ad una processione. Aprì il Concilio il primo giugno ed attese come ospite di Ludovico III Gonzaga fino a settembre i rappresentanti dei vari sovrani. Il 26 settembre chiese ai presenti una nuova Crociata contro gli Ottomani. L'esule cardinale Basilio Bessarione e il cardinale Juan de Torquemada erano presenti. Filippo III di Borgogna era rappresentato dal Duca di Clèves, accompagnato da Ferry de Clugny. L'umanista Isotta Nogarola scrisse e spedì al Papa un'orazione in favore della Crociata.
Non tutti gli esponenti della Chiesa erano in favore della Crociata. Il cardinale veneziano Lodovico Trevisan, patriarca di Aquileia, incontrò Pio II a Siena il 16 marzo e lo seguì a Mantova benché fosse contrario alla convocazione del Concilio.
Quando il Concilio fu sciolto nel 1460, la Crociata venne bandita ufficialmente dal Papa il 14 gennaio, ma rimase sulla carta. Pio II morì tre anni dopo ad Ancona ancora cercando di spingere i principi cristiani a prendere le armi per liberare Costantinopoli.

## Il concilio nell'arte

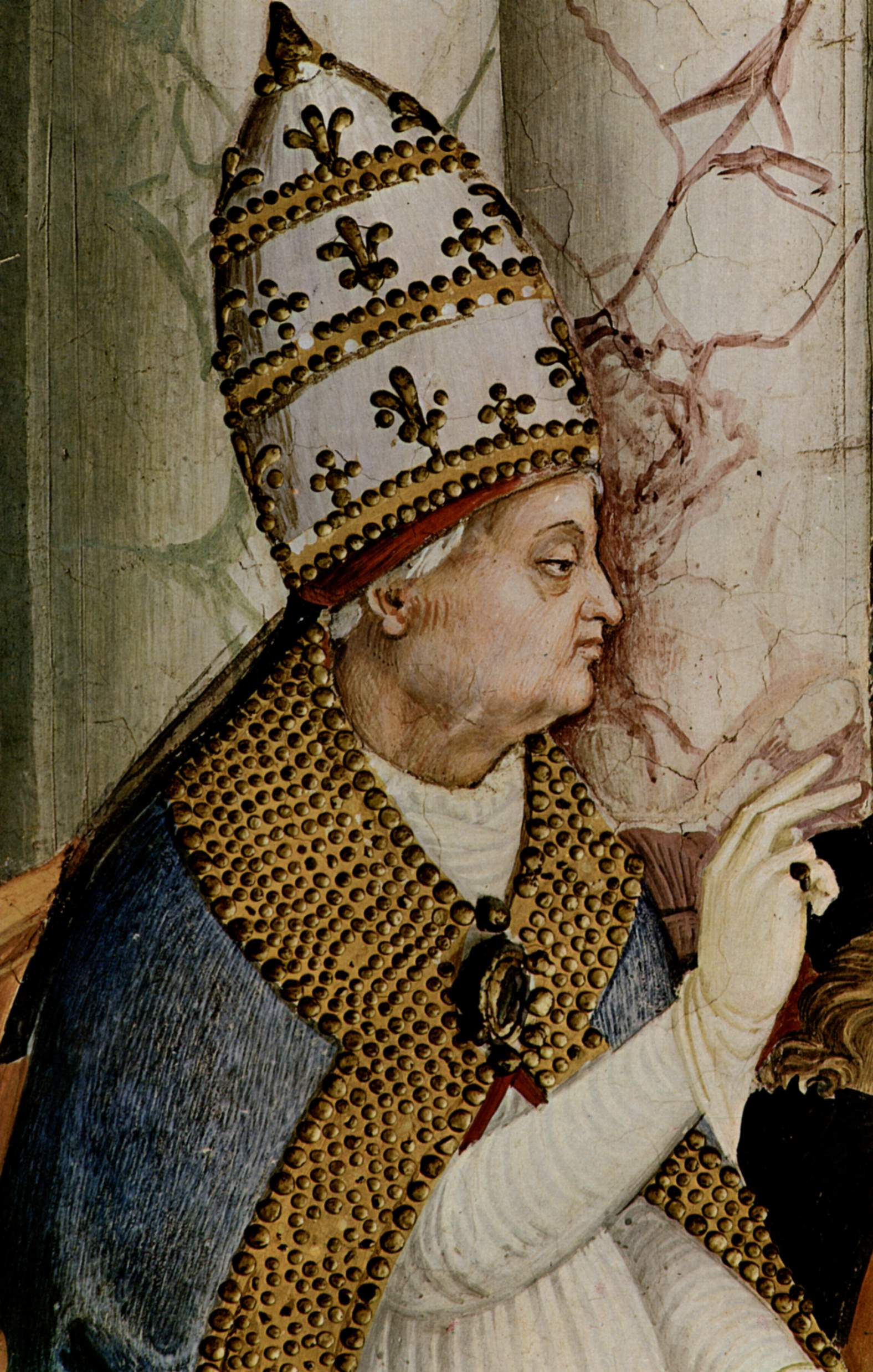
Pio II a Mantova durante il Concilio, affresco del Pinturicchio nella Libreria Piccolomini, Duomo di Siena

Il pittore Andrea Mantegna era stato invitato a Mantova da Ludovico III nel 1457: benché rimanesse a Padova, dipinse per il podestà l'Orazione nell'orto (oggi alla National Gallery a Londra): nel dipinto gli apostoli dormono nel Getsemani mentre Gerusalemme è raffigurata come Costantinopoli, sui cui monumenti ormai è innalzata la mezzaluna, segnale della presa da parte degli Ottomani.
Si pensa che la stessa Flagellazione di Piero della Francesca fosse una manifesto politico alle soglie del concilio di Mantova, che rievocava gli accordi del Concilio di Ferrara-Firenze e mostrava un Cristo-Costantinopoli torturato da un infedele nell'impotenza degli occidentali. Tempo dopo la morte del Papa il Pinturicchio raffigurò la convocazione del Concilio tra le scene della vita di Pio II nella Libreria Piccolomini presso il Duomo di Siena.
Storici dei tarocchi come Heinrich Brockhaus hanno affermato che i cosiddetti Tarocchi del Mantegna furono realizzati durante le sedute del Concilio.